# Aleksis Kivi skola
Aleksis Kivi skola är den finskspråkiga samskolan i Sjundeå i Finland. I skolan finns årskurserna 1–9 och skolan har cirka 490 elever. Rektor är Pauliina Smolander.
Skolan är uppkallad efter författaren Aleksis Kivi som bodde i Sjundeå i Fanjunkars torp hos Charlotta Lönnqvist.
Själva skolbyggnaden revs 2020 eftersom skolan hade omfattande mikrobproblem och saneringen skulle ha kostat många miljoner euro. Ett nytt bildnings- och välfärdscampus, Sjundeå Hjärta, har byggts på platsen.